# 21470 Frankchuang
A 21470 Frankchuang (ideiglenes jelöléssel 1998 HV97) a Naprendszer kisbolygóövében található aszteroida. A LINEAR projekt keretében fedezték fel 1998. április 21-én.